# Stevens (motorfiets)
Stevens is een Brits historisch merk van motorfietsen. De bedrijfsnaam was: Stevens Brothers (Wolverhampton) Ltd.

## Voorgeschiedenis
De broers Albert John ("Jack"), Harry, George en Joseph Stevens werkten aan het begin van de twintigste eeuw in de smidse van hun vader en later de "Stevens Screw Company", die bouten en moeren produceerde.
Toen hun vader een Mitchell-stationaire motor aanschafte, bleek die hoogst onbetrouwbaar en Harry verbeterde deze motor. Vanaf 1904 begonnen ze onder de naam "Stevens Motor Manufacturing Company" stationaire motoren te bouwen voor de industrie in Wolverhampton. Ze leverden deze ook als inbouwmotor aan de motorfietsfabrikanten Clyno, Lewis en Wearwell.

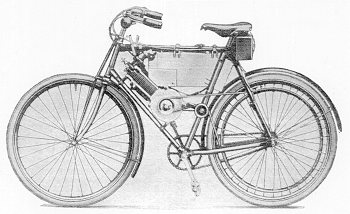
De eerste stapjes op motorfietsgebied van Harry Stevens: een Mitchell-blokje in een AJS-fietsframe, gebouwd in 1899
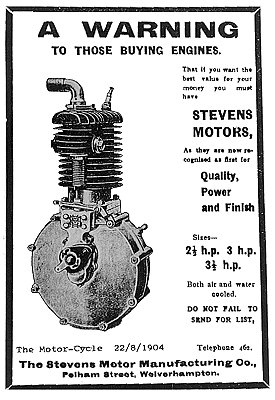
Stevens advertentie voor een motorfietsblok uit 1904.
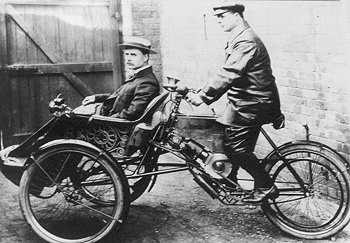
Een Wearwell "Motette" tricycle uit 1903 met Fred Adey als rijder en Harry Stevens als passagier
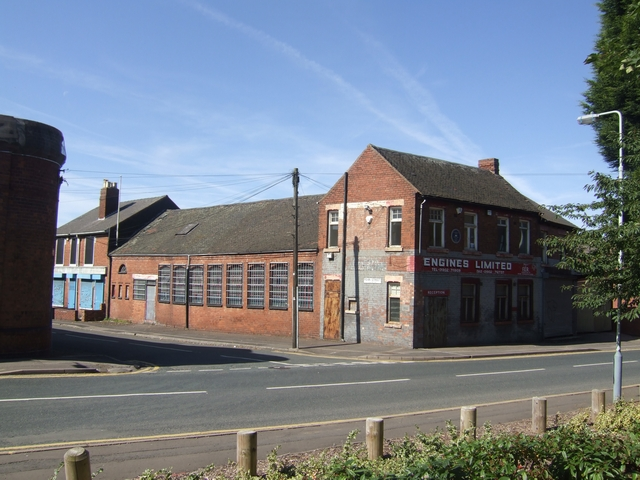
De oude fabriek aan Retreat Street in 2009.

### AJS
Omdat ze met hun eigen motorfietsen wilden deelnemen aan de TT van Man richtten ze in 1909 hun eigen motorfietsmerk op: A.J. Stevens & Co. (AJS). De naam kwam van de initialen van een van de broers, Albert John Stevens. Aanvankelijk waren dit nog 300cc-modellen omdat de Junior TT werd verreden met machines van die cilinderinhoud. Later groeiden de machines naar 350 cc en kwamen er ook zware V-twins (het AJS Model D). Toen AJS tijdens de Eerste Wereldoorlog de opdracht kreeg om motorfietsen te leveren aan het Russische leger sleepte dit Model D hun bedrijf door de oorlog. In de jaren twintig groeide het modellenprogramma enorm en men ontwikkelde ook zijspannen, auto's, autobussen en radio's. AJS kwam in financiële moeilijkheden na de Beurskrach van 1929. In 1931 besloten de aandeelhouders om het faillissement aan te vragen. De autoproductie werd overgenomen door Crossley Motors, de zijspanproductie door Diamond en de motorfietsproductie door Matchless in Woolwich. De productie van AJS-motorfietsen ging weliswaar gewoon door, maar werd verplaatst naar Woolwich. Het bedrijf stond nu onder leiding van de broers Harry, Charlie en Bert Collier. De gebroeders Stevens en het grootste deel van hun personeel bleven werkloos in Wolverhampton achter.

## Stevens Brothers Ltd.

### Bedrijf
De familie Stevens bezat een flink aantal fabrieken in Wolverhampton, maar na het faillissement van AJS was daar alleen nog de fabriek van de Stevens Screw Company aan Retreat Street van over. In mei 1932 begonnen ze daar Stevens Brothers (Wolverhampton) Limited.

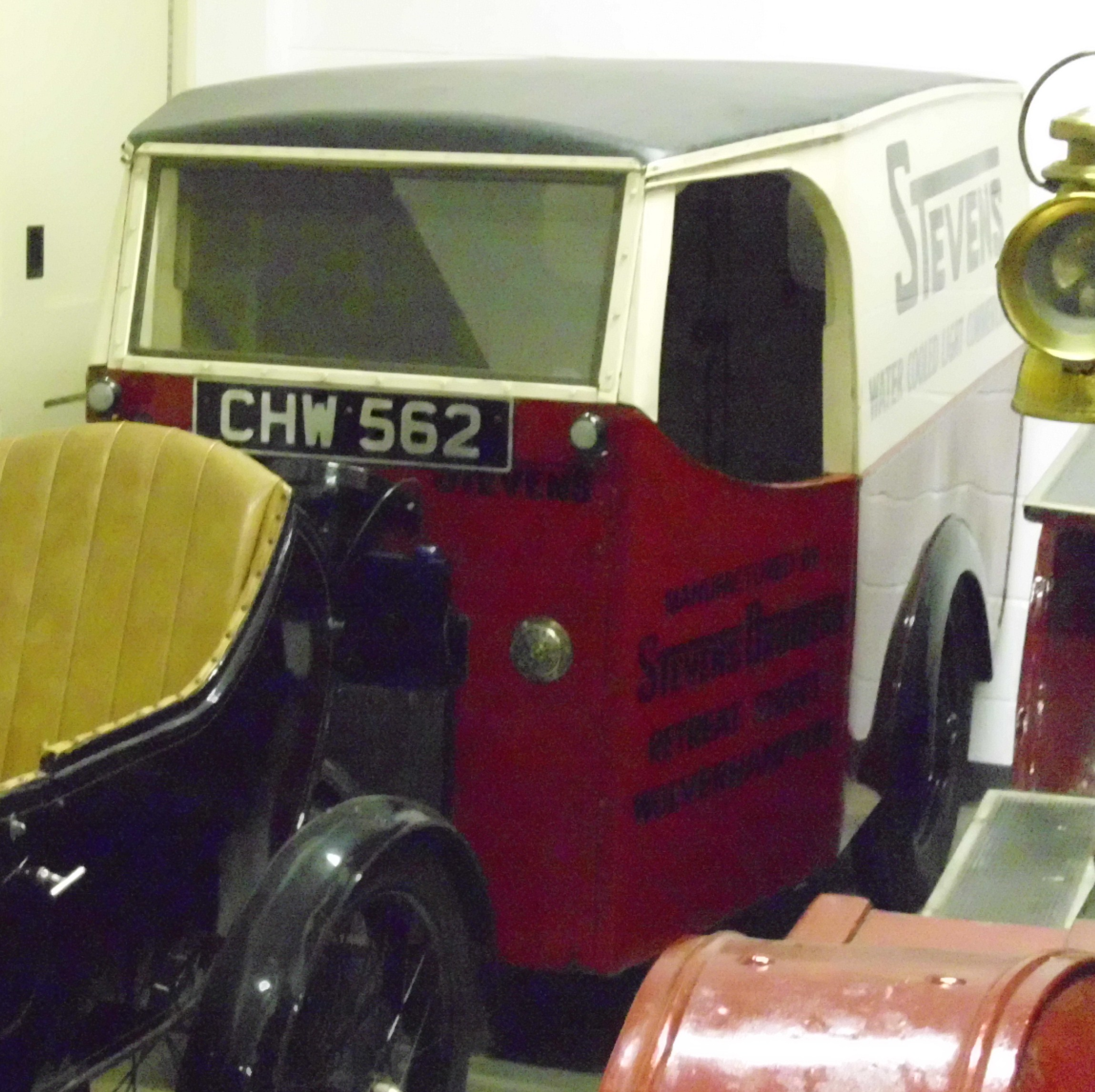
Stevens Light Commercial Vehicle uit 1936

### Stevens Light Commercial Vehicle
Samen met een aantal vrijwilligers ontwikkelden ze het "Stevens Light Commercial Vehicle", een driewielig bestelautootje met een watergekoelde 588cc-eencilinderzijklepmotor en een motorfiets-voorvork. Het voertuig had een dry-sump-smeersysteem, een Burman-drieversnellingsbak met achteruitversnelling, kettingaandrijving naar de achterwielen en een kickstarter. Het gashendel zat op het midden van het stuur. Het woog 394 kg en had een laadvermogen van 250 kg. De topsnelheid was 70 km/uur en het kostte 83 pond. De bestelwagentjes verkochten goed en al snel werd een fabrieksgebouw aan de overkant van de straat gehuurd om de productie op te voeren. Ze werden in series van zes gebouwd: steeds als er een serie was verkocht begon de productie van de volgende serie. In 1935 werd het voertuig verbeterd. De kettingaandrijving werd vervangen door een meer betrouwbare asaandrijving en het laadvermogen groeide naar 400 kg. Het kostte nu 89 pond. De vraag begon te dalen omdat klanten kozen voor meer comfortabele vierwielige bestelvoertuigen. In 1936 werd de productie beëindigd. Waarschijnlijk zijn er ca. 500 exemplaren van het Stevens Light Commercial Vehicle gebouwd.

### Ajax inbouwmotoren
Vanaf 1934 leverden de gebroeders Stevens ook 250-, 350- en 500cc-kopklepmotoren als inbouwmotor voor merken als AJW en OK Supreme. Dat deden ze onder de merknaam "Ajax".

### Stevens Model D.S.1 en Stevens Model U.S.2
In maart 1934 verschenen twee 250cc-motorfietsen onder de merknaam "Stevens". Ze waren ontworpen door Harry Stevens. Beide modellen hadden een kopklepmotor die niet veel afweek van de latere AJS Model 12 en AJS Model 26-series. Ze konden worden geproduceerd omdat Matchless niet alle productiemachines had meegenomen naar Londen. Ze kregen een Burman-vierversnellingsbak, een meervoudige natte plaatkoppeling en een stevig dubbel wiegframe. De ontsteking werd verzorgd door een Lucas-magdyno waarbij de ontstekingsmagneet achter de cilinder zat. De primaire ketting liep in een oliebad. De machine had een zwarte 13,6 liter tank met gouden biezen. Het Model D.S.1 was het toermodel met een laagliggende uitlaat, het Model U.S.2 het sportmodel met een swept back pipe. Beide modellen kostten 51 pond. Wegens geldgebrek werd ook de motorfietsen in series van 12 gebouwd, de volgende serie pas als de vorige verkocht was.

### Stevens Model H.L.3 en Stevens Model L.L.4
In 1935 verschenen twee 350cc-modellen. Ze waren - op de grotere motor na - identiek aan de eerdere modellen. Het Model H.L.3 was het sportmodel met een hoge uitlaat, het Model L.L.4 het toermodel met lage uitlaat. Beide machines haalden 100 km/uur en kostten 52 pond.

### Stevens Model L.P.5
In april 1935 volgde het 500cc-Model L.P.5. Dit had een zwaarder frame en een grotere wielbasis en was voorbereid voor de montage van een zijspan. De boring bedroeg 79 mm, de slag 101 mm, waardoor de cilinderinhoud op 495,1 cc kwam. De compressieverhouding was 6,5:1. Het kreeg een fishtail-uitlaat. De sportversie ervan had een swept back pipe, een close ratio-versnellingsbak en terreinbanden en werd als clubmanracer aangeboden. Het toermodel kostte 63 pond, het sportmodel 69 pond. In de herfst van 1935 werd het model al gewijzigd. De tank kreeg blauwe accenten en de fishtail-uitlaat werd vervangen door een megafoonuitlaat. De L.P.5-modellen verkochten goed: er werden er ongeveer 200 per jaar geproduceerd. In 1937 kregen de machines een grotere tank.

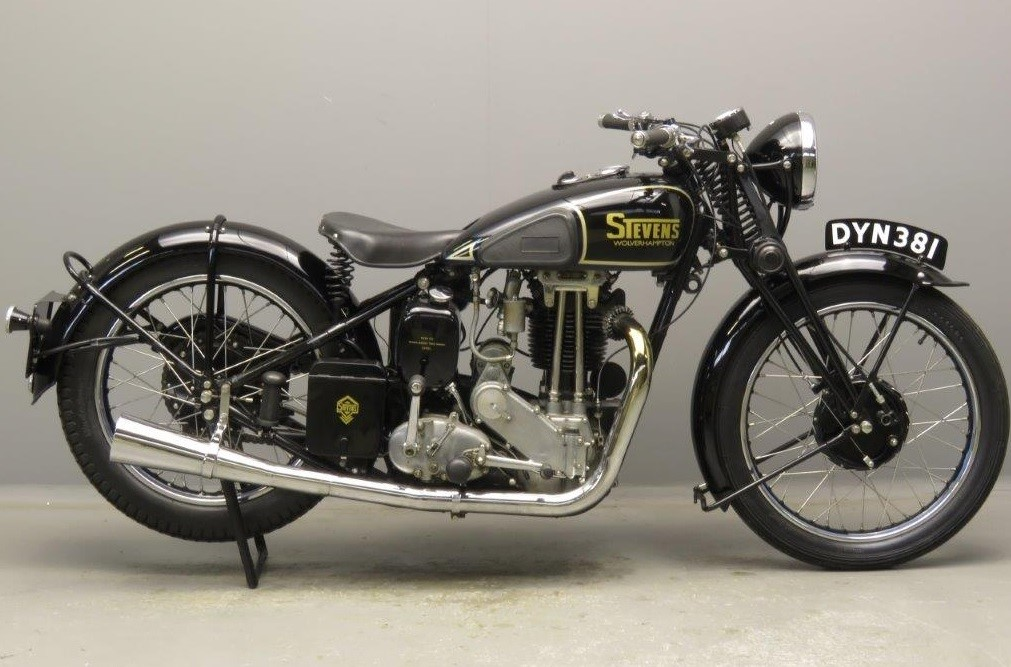
Een Model L.P.5 uit 1937.
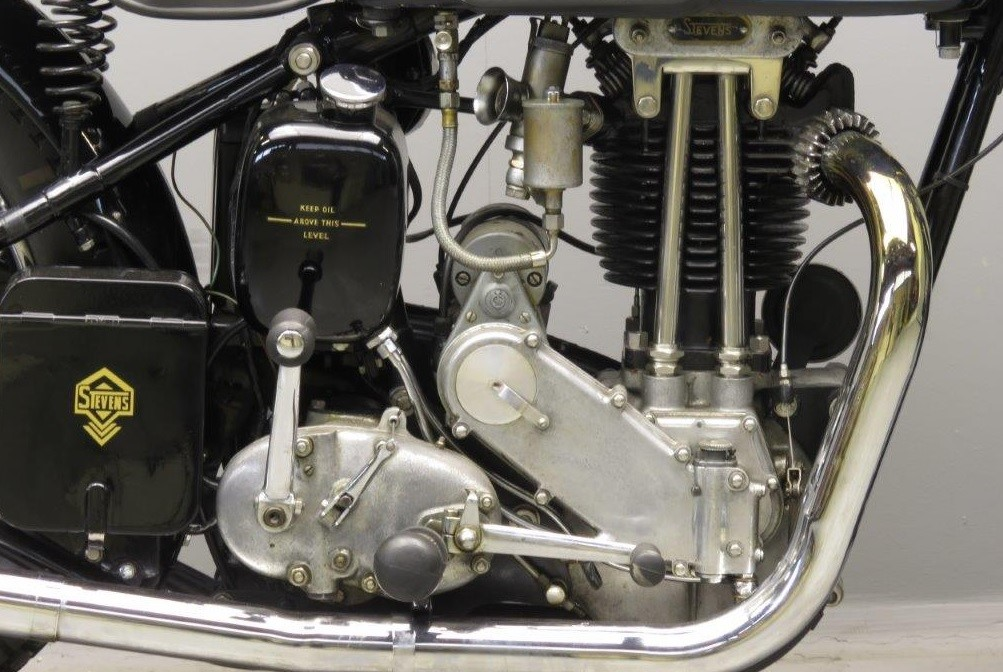
De rechterkant van het motorblok, met de stoterstangen, het kettingkastje voor de aandrijving van de magdyno, de Amal-carburateur, de Burman-vierversnellingsbak en de kickstarter.
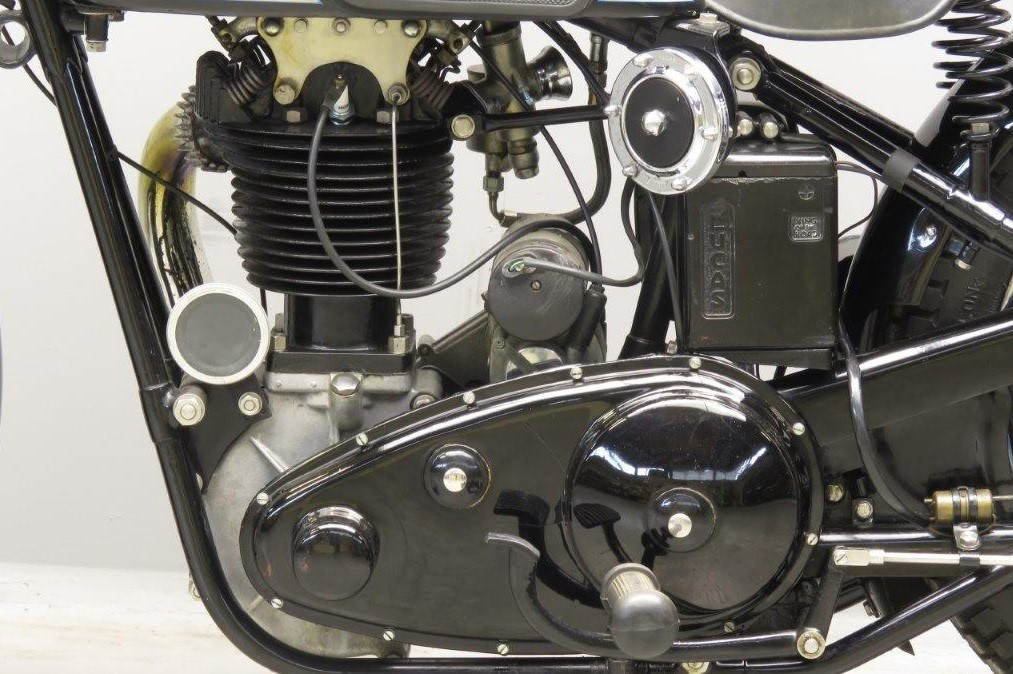
De linkerkant van het motorblok met de buitenliggende klepveren en de geschroefde kettingkast van de primaire aandrijving. Dit was een verbetering ten opzichte van de AJS/Matchless-modellen die een kettingkast met een klemband hadden die niet lekvrij was.
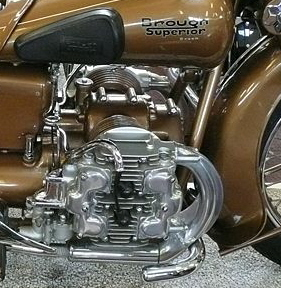
De H-motor van de Brough Superior Golden Dream kwam van Harry Stevens.

## Einde motorfietsproductie
Er waren in 1938 nog drie Stevens-broers in het bedrijf. Joseph en Albert John waren in 1934 hun eigen bedrijf Wolverhampton Auto-Machinists Limited begonnen omdat Stevens Brothers geen vijf directeuren kon onderhouden. De overgebleven broers realiseerden zich dat de dreigende Tweede Wereldoorlog een einde zou maken aan de productie van civiele motorfietsen en dat hun kleine bedrijfje geen opdrachten van het War Department zou krijgen. Daarom besloten de in de zomer van 1938 de motorfietsproductie te vervangen door meer algemene engineering-opdrachten. Er waren toen ongeveer 1.000 Stevens-motorfietsen gebouwd. De laatste twee machines werden speciaal gebouwd voor Alec, een zoon van Joseph, en Jim, een zoon van William.
Harry ontwierp in 1938 wel nog een nieuwe motor voor George Brough. Deze viercilinder H-motor was bestemd voor de Brough Superior Golden Dream, waarvan slechts vijf prototypen werd gebouwd.
In November 1938 adverteerde Stevens Brothers met licht engineering werk, machineonderdelen, montage, draad en buisproductie, laswerk en licht perswerk. William (little Billie) nam de leiding van de Stevens Screw Company over van zijn vader, terwijl zijn zoon Jim na zijn schooltijd bij Stevens Brothers ging werken.

## Tweede Wereldoorlog
Tijdens de Tweede Wereldoorlog maakte Stevens Brothers onderdelen voor vliegtuigfabrikanten als Bristol, AVRO en Handley Page. Ze waren de enige producent van de diepte-afstelling van de torpedo's van de Fairey Swordfish-torpedobommenwerpers.

## Einde bedrijf
In de jaren vijftig (waarschijnlijk 1956) besloot Jim Stevens het bedrijf te verkopen. Zijn vader en ooms waren inmiddels overleden en hij wilde het geld gebruiken om te inversteren in de Stevens Screw Company. Het bedrijf werd overgenomen door Leo Davenport. Diens vader Tom had al voor AJS in de Graiseley Hill-fabriek gewerkt, maar Leo zelf was ook geen onbekende. Als motorcoureur voor AJS was hij in 1929 Europees kampioen in de 350cc-klasse geworden. Davenport zette Stephens Brothers met succes voort, onder meer door opdrachten van de Stevens Screw Company. Alle machines, vooral draaibanken, werden aangedreven door een elektromotor die in een hoek van het bedrijf stond. Elke vrijdag om vijf uur werden de machines stopgezet en onderhouden. Om half zes inspecteerde de voorman Bill Priest de machines. In 1992 sloot Stevens Brothers definitief de poorten.